# Cujo (film)
Cujo er en amerikansk horror/thriller-film fra 1983 baseret på Stephen Kings roman af samme navn. Cujo blev instrueret af Lewis Teague efter et manuskript af Lauren Currier. Filmen blev # 58 på Bravo's 100 Scariest Movie Moments.

## Handling
Donna Trenton (Dee Wallace) er en frustreret forstads-husmor, hvis liv er i oprør, efter at hendes mand Vic har fundet ud af, at hun havde en affære. Brett Camber (Billy Jacoby) er en ung dreng og søn af mekanikeren, Joe, (Ed Lauter), hvis eneste ledsager er en St. Bernard ved navnet "Cujo". Cujo er blevet bidt af en flagermus med rabies, og hans opførsel begynder at ændre sig. Mens hunden begynder at bukke under for sygdommen, rejser Brett og hans mor til Connecticut for at besøge hans mors søster. Da Donna og hendes lille søn, Tad (Danny Pintauro), kører ud til det hjem, hvor Cujo og familien Cambers bor, er den ellers blide Cujo blevet drevet til sindssyg af rabies og har dræbt Joe og familiens Cambers' nabo. Hvad værre er, at deres bil dør i nærheden af familiens Camber hus, så Donna og Tad er fanget inde i bilen, mens den massive hund venter udenfor og angriber flere gange, alt imens Vic er ude af byen på forretningsrejse. Cujo dræber brutalt alle og enhver, der kommer til huset, herunder den lokale sherif. Til sidst gør Donna et forsøg på at nå til huset, men bliver angrebet af Cujo, så det eneste sted, man kan være i sikkerhed, er bilen. Efter en brutal kamp mellem den desperate mor og det ubarmhjertige dyr, får Donna et øjebliks fordel af distraktion og slår Cujo med et baseballbat og derefter stikker hun ham med battet, da battet er knækket. Donna forsøger at genoplive sin søn, som har mistet bevidstheden på grund af den ekstreme varme, men pludselig springer Cujo igennem køkkenvinduet og angriber begge to. Donna dræber Cujo med den døde sherifs revolver og formår knap nok at genoplive Tad. Hun får følgeskab af sin mand udenfor, som netop er ankommet, da blodbadet ender.

## Medvirkende
- Dee Wallace som Donna Trenton
- Danny Pintauro som Tad Trenton
- Daniel Hugh-Kelly som Vic Trenton
- Christopher Stone som Steve Kemp
- Ed Lauter som Joe Camber
- Kaiulani Lee som Charity Camber
- Billy Jacoby som Brett Camber
- Frank Welker blev krediteret som vokal-effekter for Cujo.

## Eksterne Henvisninger
- Cujo på Internet Movie Database (engelsk)
- Cujo på Filmdatabasen
- Cujo på Scope
- Cujo i Svensk Filmdatabas (svensk)
- Cujo på AlloCiné (fransk)
- Cujo på MovieMeter (nederlandsk)
- Cujo på AllMovie (engelsk)
- Cujo hos American Film Institute (engelsk)
- Cujo på Turner Classic Movies (engelsk)
- Cujo på The Movie Database (engelsk)

| Gyserfilm | Spire Denne gyserfilm-artikel er en spire som bør udbygges. Du er velkommen til at hjælpe Wikipedia ved at udvide den. |